# Бугристое (Крым)
Бугри́стое (до 1948 года Найдо́рф; укр. Бугрісте, крымскотат. Naydorf, Найдорф) — исчезнувшее село в Первомайском районе Республики Крым, располагавшееся на юго-востоке района, в степной части Крыма, примерно в 3 километрах юго-западнее современного села Братское.

## История
Еврейский переселенческий участок № 72, или Найдорф, был образован, видимо, на рубеже 1930-х годов (поскольку впервые отмечены на карте по состоянию на 1931 год), в составе ещё Джанкойского района. Постановлением ВЦИК РСФСР от 30 октября 1930 года был создан Фрайдорфский еврейский национальный район (переименованный указом Президиума Верховного Совета РСФСР № 621/6 от 14 декабря 1944 года в Новосёловский) (по другим данным 15 сентября 1931 года) и село включили в его состав, а после разукрупнения в 1935-м и образования также еврейского национального Лариндорфского (с 1944 — Первомайский), село переподчинили новому району. На километровой карте Генштаба 1941 года село обозначено, как Найндорф. Вскоре после начала отечественной войны часть еврейского населения Крыма была эвакуирована, из оставшихся под оккупацией большинство расстреляны.
С 25 июня 1946 года селение в составе Крымской области РСФСР. Указом Президиума Верховного Совета РСФСР от 18 мая 1948 года, Найдорф переименовали в Бугристое. 26 апреля 1954 года Крымская область была передана из состава РСФСР в состав УССР. Время включения в Гвардейский сельсовет пока не выяснено: на 15 июня 1960 года село уже числилось в его составе. Указом Президиума Верховного Совета УССР «Об укрупнении сельских районов Крымской области», от 30 декабря 1962 года село присоединили к Красногвардейскому району. 8 декабря 1966 года был восстановлен Первомайский район и село вернули в его состав. Ликвидировано к 1968 году (согласно справочнику «Крымская область. Административно-территориальное деление на 1 января 1968 года» — в период с 1954 по 1968 годы как село Александровского сельсовета Красногвардейского района). С 1 января 1965 года, в соответствии с указом Президиума ВС УССР «О внесении изменений в административное районирование УССР — по Крымской области», территория бывшего села оказалась в составе Первомайского.